# Portacomaro
Portacomaro é uma comuna italiana da região do Piemonte, província de Asti, com cerca de 1.992 habitantes. Estende-se por uma área de 10 km², tendo uma densidade populacional de 199 hab/km². Faz fronteira com Asti, Calliano, Castagnole Monferrato, Scurzolengo. Conhecida por ser cidade natal do pai do Papa Francisco.

## Demografia
| Variação demográfica do município entre 1861 e 2011                               |
|                                                                                   |
| Fonte: Istituto Nazionale di Statistica (ISTAT) - Elaboração gráfica da Wikipedia |